# Maurizio Campari
Maurizio Campari (Parma, 18 settembre 1974) è un politico italiano.

## Biografia
Laureatosi in ingegneria civile nel 2001, è iscritto all'Ordine degli ingegneri di Parma dal 2002.
Viene eletto consigliere comunale della Lega a Parma nel 2017. Alle elezioni politiche del 2018 è eletto senatore con la Lega per Salvini Premier. Conclude il mandato parlamentare nel 2022.